# Acronicta concerpta
Acronicta concerpta är en fjärilsart som beskrevs av Max Wilhelm Karl Draudt 1937. Acronicta concerpta ingår i släktet Acronicta och familjen nattflyn. Inga underarter finns listade i Catalogue of Life.